# Novîi Kokoriv, Kremeneț
Novîi Kokoriv (în ucraineană Новий Кокорів) este un sat în comuna Popivți din raionul Kremeneț, regiunea Ternopil, Ucraina.

## Demografie
Componența lingvistică a localității Novîi Kokoriv
     Ucraineană (100%)
Conform recensământului din 2001, toată populația localității Novîi Kokoriv era vorbitoare de ucraineană (100%).